# Myrdede amerikanske politikere
Dette er en liste over myrdede amerikanske politikere. De som vises var enten valgt eller udpeget til et politisk job, eller var kandidater til et sådant.
| År myrdet | Navn                    | Job ved død                                                 | Mordsted                                                 | Hvordan myrdet                                          | Morder                                      |
| --------- | ----------------------- | ----------------------------------------------------------- | -------------------------------------------------------- | ------------------------------------------------------- | ------------------------------------------- |
| 1825      | Solomon P. Sharp        | Attorney General of Kentucky, kommende senator              | Frankfort, Kentucky (i sit hjem)                         | Knivstik                                                | Jereboam O. Beauchamp                       |
| 1844      | Joseph Smith, Jr.       | Borgmester i Nauvoo, Illinois                               | Carthage, Illinois (i fængsel)                           | Skud, skudt gennem et vindue                            | Ukendt folkemængde.                         |
| 1847      | Charles Bent            | Guvernør, New Mexico-territoriet                            | Taos, New Mexico                                         | Pile og skalpering                                      | Pueblo-indianere og rebeller fra New Mexico |
| 1856      | James Strang            | Delstatsrepræsentant i Michigan                             | Beaver Island, Michigan                                  | Skud                                                    | Thomas Bedford                              |
| 1865      | Abraham Lincoln         | USA's præsident                                             | Washington D.C. (Ford's Theatre)                         | Skud i baghovedet                                       | John Wilkes Booth                           |
| 1867      | John P. Slough          | Højesteretsdommer, New Mexico                               | Santa Fe, New Mexico                                     |                                                         | William D. Rynerson                         |
| 1868      | Thomas C. Hindman       | Kongresmedlem (tidligere) fra Arkansas                      | Helena, Arkansas (i sit hjem)                            | Skud, ramt i kæben og halsen af skud gennem sit vindue. | Ukendt                                      |
| 1868      | James M. Hinds          | Kongresmedlem fra Arkansas                                  |                                                          | Skud                                                    | Ukendt medlem af Ku Klux Klan               |
| 1870      | Edward Dexter Holbrook  | Delegeret til Repræsentanternes Hus fra Idaho-territoriet   | Idaho City, Idaho                                        | Skud                                                    | Charles H. Douglas                          |
| 1881      | James A. Garfield       | USA's præsident                                             | Washington D.C. (på en jernbanestation)                  | Skud i rygraden (døde efter tre måneder)                | Charles J. Guiteau                          |
| 1889      | John M. Clayton         | Kommende kongresmedlem fra Arkansas                         | Plumerville, Arkansas                                    | Skud                                                    | Ukendt                                      |
| 1893      | Carter Harrison, Sr.    | Borgmester i Chicago                                        | Chicago (i sit hjem)                                     | ?                                                       | Patrick Eugene Prendergast                  |
| 1900      | William Goebel          | Guvernør, Kentucky                                          | Frankfort, Kentucky (udenfor Old State Capitol)          | Skud i brystet                                          | Uvist; politiske modstandere                |
| 1901      | William McKinley        | USA's præsident                                             | Buffalo, New York (på World's Fair)                      | Skud i maven                                            | Leon Czolgosz                               |
| 1905      | Frank Steunenberg       | Guvernør (tidligere), Idaho                                 | Caldwell, Idaho (udenfor sit hjem)                       | Bombe, sat ved porten til hans hjem                     | Harry Orchard, muligvis andre               |
| 1933      | Anton Cermak            | Borgmester i Chicago, Illinois                              | Miami, Florida                                           | Skud i lungen                                           | Giuseppe Zangara                            |
| 1935      | Huey Long               | Senator fra Louisiana, de facto guvernør i Lousiana         | Baton Rouge, Louisiana (udenfor State Capitol)           | Skud                                                    | Carl Weiss (omstridt)                       |
| 1936      | Louis Thomas McFadden   | Kongresmedlem (tidligere) for Pennsylvania                  | New York City, New York                                  | Forgiftet                                               | Ukendt                                      |
| 1954      | Albert Patterson        | Attorney General for Alabama                                | Phenix City, Alabama (udenfor sit kontor)                | Skud                                                    |                                             |
| 1963      | John F. Kennedy         | USA's præsident                                             | Dallas, Texas                                            | Skud i hoved og nakke                                   | Lee Harvey Oswald (omstridt)                |
| 1967      | George Lincoln Rockwell | Guvernørkandidat, Virginia                                  | Arlington, Virginia (udenfor et vaskeri)                 | Skud i aorta                                            | John Patler (omstridt)                      |
| 1968      | Robert F. Kennedy       | Senator fra New York                                        | Los Angeles, Californien (i bageriet i Ambassador Hotel) | Skud i hovedet                                          | Sirhan Sirhan                               |
| 1978      | Harvey Milk             | City Supervisor (San Francisco)                             | San Francisco, Californien (i sit kontor på rådhuset)    | Skud i brystet og hovedet                               | Dan White                                   |
| 1978      | George Moscone          | Borgmester i San Francisco                                  | San Francisco, Californien (i sit kontor på rådhuset)    | Skud i maven og hovedet                                 | Dan White                                   |
| 1978      | Leo Ryan                | Kongresmedlem fra Californien                               | Jonestown, Guyana                                        | Skud                                                    | Layton, Larry fra People's Temple           |
| 1980      | Allard K. Lowenstein    | Kongresmedlem for New York                                  | New York City, New York (i sit kontor i Manhattan)       | Skud                                                    | Dennis Sweeney                              |
| 1980      | Russell G. Lloyd, Sr.   | Borgmester (tidligere) i Evansville, Indiana                |                                                          | Skud                                                    | Julia van Orden                             |
| 1986      | Edward King             | Borgmester i Mount Pleasant, Iowa                           | Mount Pleasant, Iowa til et byrådsmøde                   | Skud                                                    | Ralph Davis                                 |
| 1998      | Tommy Burks             | Senator fra Tennessee                                       | Cumberland County, Tennessee                             | Skud i ansigtet                                         | Byron Looper                                |
| 2003      | James E. Davis          | Medlem af byrådet i New York                                | New York City, New York City Hall                        | Skud i brystet                                          | Othniel Askew                               |
| 2008      | Bill Gwatney            | Senator fra Arkansas, formand for Arkansas Democratic Party | Demokraternes Hovedkvarter, Little Rock                  | Skud                                                    | Tim Johnson                                 |